# あべの翔学高等学校
あべの翔学高等学校（あべのしょうがくこうとうがっこう）は大阪市阿倍野区にある私立高等学校。

## 概観
「立志 礼節 誠実 勤勉」の校訓のもと、人徳と実務を兼ね備え、将来、社会で貢献できる生徒を育成する。
普通科。入学試験の際にコース別に募集し、希望進路に応じた科目が開講されている。

## 沿革
1929年に大阪女子商業学校として、大阪市東区（現在の中央区）糸屋町・小西薬剤学校（1941年閉校）を仮校舎として設置されたことに始まる。1936年には大阪市住吉区天王寺町（当時）の現在地に校舎を設置し移転している。
1944年以降は勤労動員の対象となり、生徒は大阪市内の電話局、大阪駅出札係、大阪造兵廠に動員されている。校庭も農園に転用された。
終戦に伴って1945年9月に授業を再開した。学制改革により、1947年に新制朝陽中学校・1948年に新制朝陽高等学校が発足した。1952年には校名を大阪女子商業高等学校・附属中学校へと変更した。中学校は1970年に募集が停止された。
1995年に「大阪女子高等学校」へ改称。2014年に「あべの翔学高等学校」に校名変更し、男女共学校となる。

### 年表
- 1929年5月1日 - 大阪女子商業学校として開校[2]。
- 1931年9月1日 - 現在地に移転。
- 1945年3月13日 - 大阪大空襲で木造校舎焼失。
- 1948年 - 学制改革により朝陽高等学校となる。
- 1952年 - 大阪女子商業高等学校と名称変更。
- 1970年 - 附属中学校の募集を停止。
- 1977年 - 校舎の冷暖房工事が完成。
- 1995年 - 大阪女子高等学校に変更。
- 1996年 - ニュージーランド・ネルソン女子高等学校 (en:Nelson College for Girls)と姉妹校提携。
- 2014年 - 男女共学化し、あべの翔学高等学校に校名変更[2]。

## 基礎データ

### 設置コース
- 文理特進コース[3]

　　　難関大学への進学を目指した学習内容。大学入試突破に不可欠な自学力を養う。
- 選抜コース[4]

　　　基礎から応用への学力アップを図り、有名私立文系大学への進学目指す。
- 普通進学コース[5]

　　　基礎学力の定着と、大学・短大・専門学校への進学から就職まで、一人一人の個性にあった進路決定を目指す。
　　　2年次からは4専攻「看護医療・幼児教育・スポーツ・総合」に分かれての”選択授業”を展開

### 所在地
- 大阪府大阪市阿倍野区天王寺町南2丁目8番19号[1]

### アクセス
- 近鉄南大阪線河堀口駅から徒歩2分[1]。
- JR阪和線美章園駅から徒歩8分[1]。
- JR環状線寺田町駅南口から徒歩9分[1]。
- JRおよびOsaka Metro天王寺駅、近鉄南大阪線大阪阿部野橋駅から徒歩12分[1]。

### 制服
- 男女ともブレザー[6]。

## 学校行事
2017年4月時点。
- 4月
  - 入学式
  - 始業式
- 5月
  - 創立記念日
  - 球技大会
  - 中間考査
- 6月
  - PTA総会
  - テーブルマナー
- 7月
  - 期末考査
  - 終業式
  - 2年修学旅行
- 8月
  - 海外語学研修
- 9月
  - 始業式
  - 体育祭
- 10月
  - 中間考査
  - 学年別文化行事
- 11月
  - 文化祭
- 12月
  - 期末考査
  - 終業式
- 1月
  - 始業式
- 2月
  - 入学試験
- 3月
  - 卒業式
  - 学年末考査
  - 終業式

## クラブなど
2017年4月時点。

### 運動クラブ
- 軟式野球部 - 第67回選手権で準優勝
- サッカー部
- 陸上競技部
- バスケットボール部（男・女）
- テニス部
- ソフトテニス部
- 剣道部
- バレーボール部（女子のみ）
- バドミントン部
- アーチェリー部

### 文化クラブ
- 吹奏楽部
- 軽音楽部
- ギター部
- ダンス部
- 演劇部
- 囲碁・将棋部
- 放送部
- 写真部
- 美術部
- 漫画研究部
- 映画文芸研究部
- パソコン部
- 茶道部
- ヒューマニティ部
- 簿記部
- ESS部

## 高校関係者と組織
- あべの翔学高等学校附属朝陽幼稚園[10]